# Шарль Ерміт
Шарль Ерміт (фр. Charles Hermite; 24 грудня 1822 — 14 січня 1901) — французький математик.
Народився 24 грудня 1822 року в Дьєзі. Відвідував колеж Генріха IV. У 1841 році вступив до ліцею Людовика Великого, потім у 1842 році вступив у Політехнічну школу, з якої був відрахований 1 січня 1844 року, оскільки пропустив семестр через поганий стан здоров'я. З 1848 року викладав математику в Колеж де Франс, з 1870 року — професор Вищої нормальної школи і Сорбонни. Член Паризької академії наук з 1856 року, Лондонського королівського товариства з 1873 року.
Роботи Ерміта присвячені теорії чисел, алгебрі та теорії еліптичних функцій. Він показав, як звести загальне алгебраїчне рівняння п'ятого степеня до виду, що розв'язується в еліптичних модулярних функціях. Вивчив клас ортогональних многочленів (многочлени Ерміта), створив теорію інваріантів (спільно з Келі і Сільверстом). Довів трансцендентність числа e (1873); пізніше німецький математик Фердинанд фон Ліндеман довів методом, аналогічним методу Ерміта, трансцендентність числа π. Відома праця Ерміта «Про розв'язування рівняння п'ятого ступеня» (Sur la résolution de l `équatia du cinquième degré, 1858).
Помер Ерміт в Парижі 14 січня 1901 року.
На його честь названо астероїд 24998 Ерміт.